# Formació social

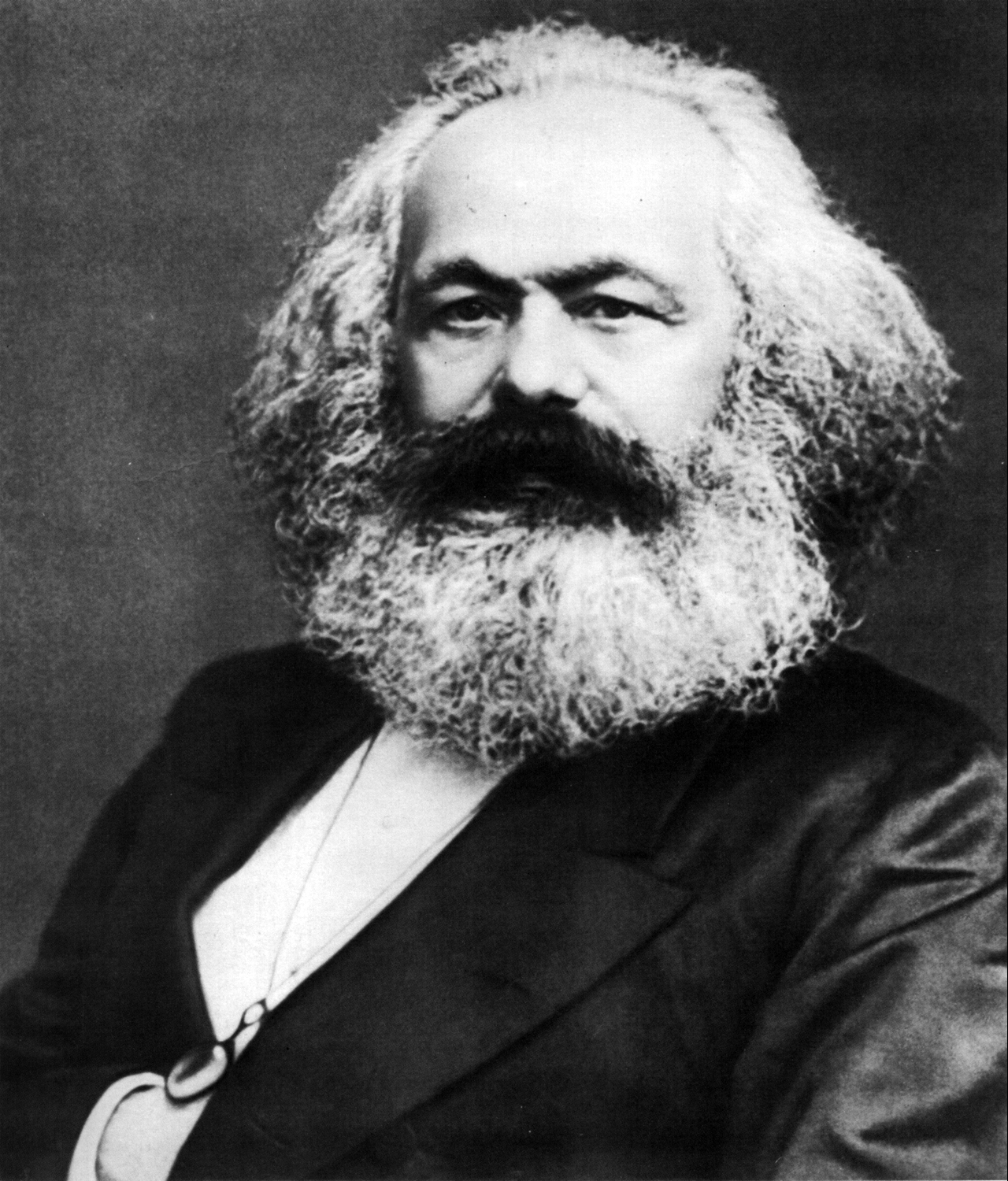
Karl Marx

Formació social (alemany: Gesellschaftsformation) és un concepte marxista (sinònim de «societat») que fa referència a l’articulació històrica concreta entre el mode de producció capitalista, el manteniment dels modes de producció precapitalistes i el context institucional de l'economia. Aquesta teoria del mode de producció capitalista es pot trobar al Capital de Karl Marx.
Marx va utilitzar el terme en l'anàlisi del desenvolupament econòmic i polític de la societat. Karl Marx no postulava que la qüestió de les formacions socioeconòmiques finalment es pogués resoldre i distingia diferents formacions en diferents treballs. Tot i que Marx no va formular una teoria completa de les formacions socioeconòmiques, la generalització de les seves afirmacions es va convertir en la base perquè els historiadors soviètics concloguessin que distingia cinc formacions d'acord amb les relacions industrials i les formes de propietat imperants: Prehistòria, Esclavitud, Feudalisme, Capitalisme i Comunisme.
Marx va adoptar un paradigma per entendre les relacions de poder entre capitalistes i treballadors assalariats: "en els sistemes precapitalistes era obvi que la majoria de la gent no controlava el seu propi destí, per exemple, sota el feudalisme, els serfs havien de treballar per als seus senyors. El capitalisme sembla diferent perquè, en teoria, la gent és lliure de treballar per a ells mateixos o per als altres com ells triïn. Tot i això, la majoria dels treballadors tenen tan poc control sobre les seves vides com els serfs feudals ".

## Les formacions socials i el materialisme històric
La noció formació social prové d'una reconeguda contribució realitzada per Marx el 1857: en un manuscrit, conegut avui com a Grundrisse, hi trobem el primer esbós de la crítica de l’economia política. Aquest manuscrit fou redactat per tal d’aclarir-se ell mateix i de cap manera era destinat a la publicació. En aquest manuscrit afirmava que en qualsevol forma de societat existeix un mode de producció dominant que imposa les seves regles sobre les altres formes econòmiques pretèrites o arcaiques, modificant així les seves particularitats i característiques.
Poc després va sorgir la possibilitat de publicar la «Crítica de l’economia política»  i l’any 1859 aparegué sota el títol de Contribució a la crítica de l'economia política. En el prefaci a la Contribució a la crítica de l’economia política (1859), Marx resumeix les seues idees principals i conté el primer relat coherent d'una de les principals teories de Marx: la concepció materialista de la història i el seu esquema de "base i superestructura" associats, que divideix el desenvolupament social humà en una "base" econòmica-tecnològica que determina les formes de la "superestructura" política i ideològica.:
| « | El resultat general a què vaig arribar i que, una vegada obtingut, em serví de guia pels meus estudis, pot formular-se breument d’aquesta manera: en la producció social de la seua existència, els homes entren en relacions determinades, necessàries, independents de la seua voluntat; aquestes relacions de producció corresponen a un grau determinat de desenvolupament de les seues forces productives materials. El conjunt d’aquestes relacions de producció constitueix l’estructura econòmica de la societat, la base real, sobre la qual s'eleva una superestructura jurídica i política i a la qual li corresponen formes socials determinades de consciència. El mode de producció de la vida material condiciona el procés de vida social, política i intel·lectual en general. No és la consciència dels homes la que determina la realitat; tot el contrari, la realitat social és la que determina la seua consciència. Durant el curs del seu desenvolupament, les forces productores de la societat entren en contradicció amb les relacions de producció existents, o, el que no és més que la seua expressió jurídica, amb les relacions de propietat en l’interior de les quals s'havien mogut fins llavors. De formes de desenvolupament de les forces productives que eren, aquestes relacions es converteixen en traves d’aquestes forces. Llavors s'obri una era de revolució social. El canvi que s'ha produït en la base econòmica trastorna més o menys lentament o ràpida tota la colossal superestructura. En considerar aquest trastorns importa sempre distingir entre el trastorn material de les condicions econòmiques de producció –que s'ha de comprovar fidelment amb ajuda de les ciències físiques i naturals– i les formes jurídiques, polítiques, religioses, artístiques o filosòfiques; en una paraula, les formes ideològiques, sota les quals els homes adquireixen consciència d’aquest conflicte i el resolen. Així com no es jutja un individu per la idea que ell tinga de si mateix, tampoc es pot jutjar tal època de trastorn per la consciència de si mateixa; és necessari, al contrari, explicar aquesta consciència per les contradiccions de la vida material, pel conflicte que existeix entre les forces productores socials i les relacions de producció. Una societat no desapareix mai abans que siguen desenvolupades totes les forces productores que puga contenir, i les relacions de producció noves i superiors no se substitueixen mai en ella abans que les condicions materials d’existència d’aquestes relacions hagen sigut incubades en el si mateix de la vella societat. Per això, la humanitat no es proposa mai més que els problemes que puga resoldre, perquè mirant més de prop, es veurà sempre que el problema mateix no es presenta més que quan les condicions materials per resoldre’l existeixen o es troben en estat d’existir. Esbossats amb poques paraules els modes de producció asiàtics, antics, feudals i burgesos moderns, poden ser designats com altres tantes èpoques progressives de la formació econòmica. Les relacions burgeses de producció són l’última forma antagònica del procés de producció social, no en el sentit d’un antagonisme individual, sinó en el d’un antagonisme que naix de les condicions socials d’existència dels individus; les forces productores que es desenvolupen en el si de la societat burgesa creen alhora les condicions materials per resoldre aquest antagonisme. Amb aquesta formació social acaba, doncs, la prehistòria de la societat humana. | » |

Així, segons Marx, la història no és més que el desenvolupament de les forces productives; són les condicions materials de la vida les que expliquen el desenvolupament i els canvis polítics i de mentalitat en la història i la societat. En aquest prefaci enuncia la seva concepció de la teoria de la història; és a dir, el materialisme històric. A partir d'una revisió crítica d'Hegel, Marx conclou que les relacions jurídiques i les formes d'Estat no poden comprendre's per si mateixes, cal analitzar les seves arrels en les condicions materials de vida. És a dir, la clau per a entendre el que succeeix en el món jurídic i polític ha de buscar-se en els interessos materials d'una societat civil que pugna per la possessió dels recursos escadussers. La consciència social està intrínsecament vinculada a la forma com es desenvolupa la base material que la fa possible, mentre el mode de producció de la vida material condiciona el procés de la vida social, política i intel·lectual en general. És, doncs, l'estructura econòmica la que condiciona el món de les idees. I en arribar a una determinada fase de desenvolupament, les forces productives materials
de la societat entren en contradicció amb les relacions de producció existents i s'obre així una època de revolució social. Per Marx, la revolució és la conseqüència dels canvis que s'han produït en la base econòmica, en la tecnologia i en les formes de producció: no és pas la consciència humana, sinó el treball humà el que canvia el món. Així, doncs, en estudiar la història des d'un punt de vista marxista cal diferenciar entre una infraestructura, o base material, i una supraestructura (ideologia, lleis, consciència…).
Pel materialisme històric, el motor de la història és la lluita de classes determinada per les possibilitats que obre una nova tecnologia o un nou canvi a nivell infraestructural. Per Marx cap formació social desapareix abans que es desenvolupin totes les seves forces productives i mai n'apareixen de noves abans que les condicions materials de producció hagin madurat dins de la pròpia societat antiga. La revolució no és, doncs, un efecte de la voluntat, sinó que sorgeix de condicions materials de producció; quan maduraren la fan possible. Entesa així, la història no és un atzar, ans al contrari: expressa algun tipus de necessitat interna. El coneixement del mode de producció (és a dir de la forma i manera com els humans han produït i s'han convertit en amos del seu producte) és
la clau que permet entendre la història en les seves contradiccions (entre posseïdors i desposseïts). La manera de produir és la clau que ens permet comprendre el
moment històric en què es viu. Marx, al prefaci, en designa el mode de producció asiàtic, l'antic, el feudal i el modern burgès. En cadascun d'aquests modes de producció, la lluita de classes s'estableix de manera diferent, però sempre -com explicaren Marx i Engels a El manifest comunista- trobarem explotadors i explotats perquè sempre hi ha grups socials organitzats antagònics que pretenen acaparar en propi profit la riquesa socialment produïda. L'antagonisme serà, doncs, el motor de la història i les forces productives que es desenvolupen en el si de la societat burgesa brinden, al mateix temps, les condicions materials per a la solució d'aquest antagonisme. Amb aquesta formació social es tanca, per tant, la prehistòria de la societat humana. Per Marx la revolució industrial, desembocarà en el triomf de la immensa majoria, és a dir, del proletariat industrial.

## Formacions socials importants en el marxisme
Segons Marx, formacions socials històriques importants ho són la societat sense classes de les primeres societats tribals, el “mode de producció asiàtic” modelat per l'agricultura i el govern despòtic, la societat esclavista de l'antiguitat, el feudalisme en l'Edat mitjana i, més recent, el mode de producció capitalista.
Segons Marx, en el capitalisme, històricament la propietat del treballador independent és reemplaçada per la propietat privada capitalista i l'explotació del treball dels altres. Amb la progressiva divisió del treball, el desenvolupament de les forces productives i l'augment de l'explotació, la concentració dels mitjans de producció i la concentració del treball arriben a un punt crític. Finalment, en el curs d'una revolució comunista, que aprofitarà els assoliments tècnics de l'era capitalista, la propietat privada serà reemplaçada per la “propietat social”  o propietat col·lectiva. Tanmateix aquesta nova societat es desenvolupa a partir d'una societat concreta i, per tant, inicialment es troba "en tots els aspectes, econòmics, morals i espirituals, encara afligida […] amb les marques de naixement de la vella societat" Aquesta etapa va ser anomenada com a socialisme, comunisme subdesenvolupat o dictadura del proletariat. Només en un nivell superior de desenvolupament pot finalment realitzar-se una societat sense classes.
El polític soviètic Lenin va senyalar l'imperialisme com l'etapa final del capitalisme i la vespra o vigília de la revolució socialista. Amb tot, nombroses corrents de l'esquerra marxista o comunista neguen que l'estat soviètic haja constituït alguna vegada una veritable dictadura del proletariat, i critiquen al trotskisme sostenint que en realitat no va ser una deformació d'un estat obrer: és el mateix estat obrer el qual no hauria existit. Independentment de si reivindiquen o no la Revolució Russa i els seus protagonistes, aquests corrents utilitzen el terme capitalisme d'Estat per a assenyalar que la propietat estatal totalitària dels mitjans de producció no soluciona, o no necessàriament, la separació del productor dels mitjans de producció, i no transcendeix les relacions socials capitalistes, sobretot l'explotació moderna.}}</ref> En contrast amb el capitalisme de lliure competència, l'imperialisme es caracteritza, entre altres coses, per la formació de monopolis, la fusió del capital bancari i industrial per a formar capital financer i la priorització de l'exportació de capital sobre l'exportació de béns. L'imperialisme -de la mateixa manera que el feixisme- no és una formació social separada, sinó que el marxisme el tracta com a part del mode de producció capitalista.
Els intents històrics de construir una societat socialista, especialment en el bloc de l'Europa de l'Est, solen denominar-se socialisme real i alguns crítics l'anomenen també capitalisme d'Estat. De fet, nombroses corrents de l'esquerra marxista o comunista neguen que l'estat soviètic hagi constituït alguna vegada una veritable dictadura del proletariat. Aquests corrents utilitzen el terme capitalisme d'Estat per a assenyalar que la propietat estatal totalitària dels mitjans de producció no soluciona, o no necessàriament, la separació del productor dels mitjans de producció, i no transcendeix les relacions socials capitalistes, sobretot l'explotació moderna.